# Putsch de Custrin
Le putsch de Custrin du 1er octobre 1923, également connu sous le nom de putsch de Buchrucker, du nom de son chef, est une tentative de la Reichswehr noire pour renverser la République de Weimar, à la suite de l'arrêt, le 26 septembre 1923, de la résistance passive à l'occupation de la Ruhr.
Les groupes illégaux créés par le major Bruno Ernst Buchrucker voulaient renverser le gouvernement du Reich dirigé par son chancelier Gustav Stresemann et substituer une dictature nationale à la démocratie parlementaire. Les prétextes de ce coup d'État étaient la fin de la résistance passive contre l'occupation de la Ruhr , le mandat d'arrêt lancé contre Buchrucker et la dissolution des Arbeitskommandos ordonnée par le commandement de la Reichswehr, qui menaçait l'existence économique de la plupart de leurs membres. .
Selon ses propres déclarations, Buchrucker, apprend le 30 septembre qu'un mandat d'arrêt était émis contre lui et il ordonne en conséquence  que les Arbeitskommandos installés dans les fortins extérieurs à la forteresse de Custrin soient réinstallés à l'intérieur des fortifications de la vieille ville de Custrin au matin du 1er octobre 1923. Ainsi, le putsch de Custrin commence par un discours de Buchrucker devant les Arbeitskommandos rassemblés.
Buchrucker se rend alors chez le commandant de la forteresse, en faisant valoir la supériorité de ses unités, et lui demande de "ne pas se mettre en travers de son chemin, le grand moment national était maintenant venu". Il lui déclare également qu'il "frapperait non seulement ici à Custrin, mais partout en même temps". Mais le commandant refuse de rejoindre Buchrucker, pas même lorsque plusieurs sous-officiers fidèles à Buchrucker, dont Hans Hayn, futur député nazi au Reichstag, entrent de force dans son bureau. Buchrucker n'est alors pas en mesure de donner des instructions claires, malgré la sollicitation de ses subordonnés, ce que certains sous-officiers rapporteront au commandant de la forteresse. Plus tard, des unités régulières de la Reichswehr à Custrin ont tiré sur une unité de la Reichswehr noire, faisant un mort et sept blessés.

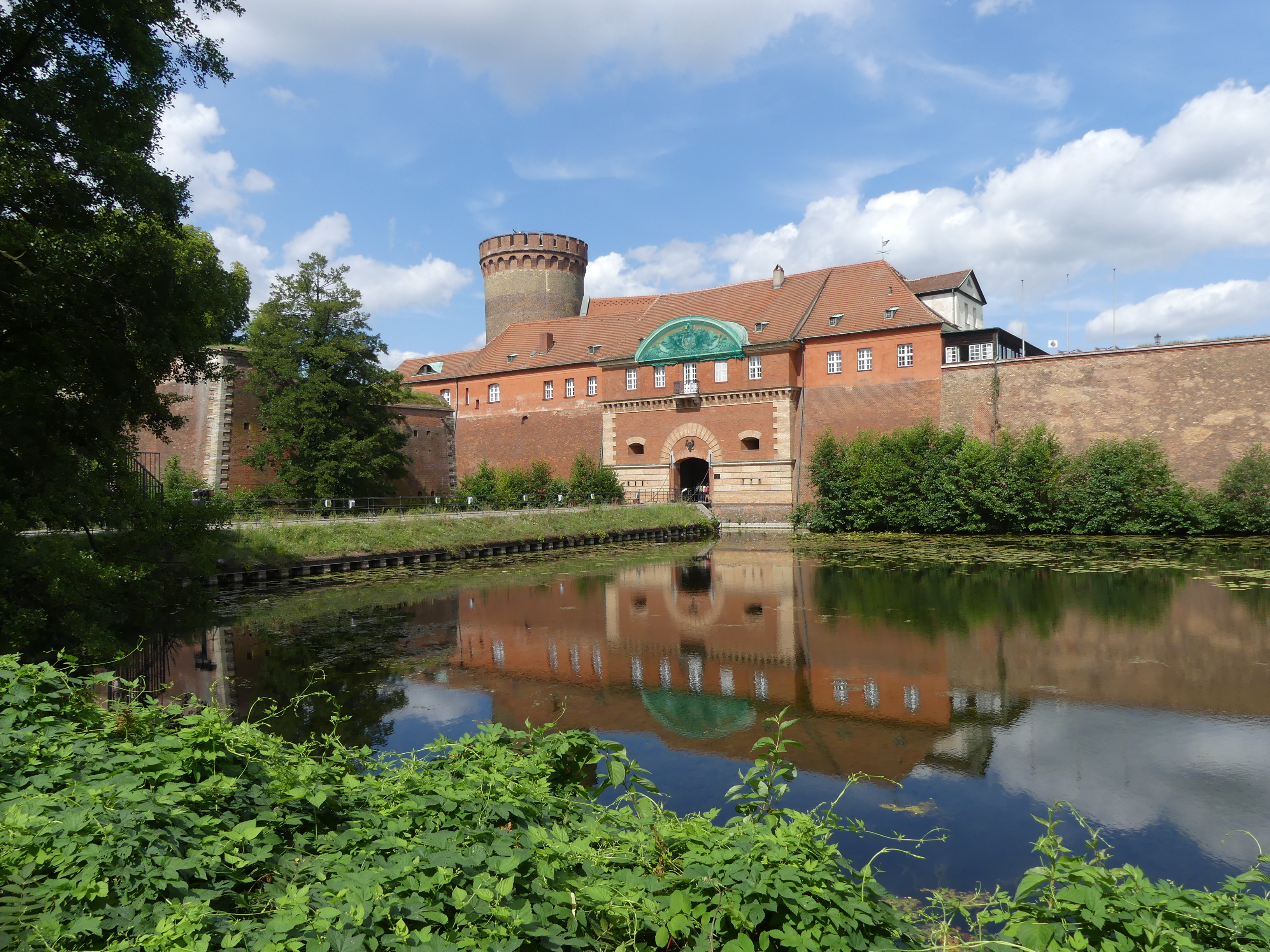
La citadelle de Spandau à Berlin.

Ainsi, les unités régulières de la Reichswehr empêchent la tentative d'occupation de la ville de garnison de Custrin. À Berlin-Spandau, les putschistes contrôlent brièvement la citadelle et le fort Hahneberg, mais sont ensuite contraints de se rendre à la Reichswehr. Buchrucker et ses acolytes sont alors arrêtés, mais seuls 14 putschistes seront jugés, dont 10 seront condamnés. Au cours du procès, on aurait dû préciser quel rôle von Graefe, membre du Reichstag, avait joué dans les préparatifs du coup d'État. Cependant, Graefe ne s'y est pas présenté. Buchrucker a été condamné à 10 ans de prison et à une amende de 10 marks-or, Hans Hayn à 8 mois de prison. Sur les huit autres condamnés, 7 ont été condamnés à des peines de prison inférieures à 6 mois. Le procès se déroule à huis clos en raison d'une menace à l'ordre public. La majorité des putschistes, dont l'officier Walther Stennes, restent impunis.